# Hammerstein
Hammerstein es un municipio situado en el distrito de Neuwied, en el estado federado de Renania-Palatinado (Alemania). Tiene una población estimada, a fines de 2021, de 324 habitantes.
Está ubicado al norte del estado, cerca de la orilla derecha del río Rin, y al norte de la ciudad de Coblenza.